# سندیفیلد (کارولینای شمالی)
سندیفیلد (به انگلیسی: Sandyfield) شهری در ایالت کارولینای شمالی کشور ایالات متحده آمریکا است که جمعیت آن در سرشماری سال ۲۰۱۰ میلادی، ۴۴۷ نفر بوده‌است.